# Pseudostenophylax jugosignatus
Pseudostenophylax jugosignatus är en nattsländeart som beskrevs av Martynov 1930. Pseudostenophylax jugosignatus ingår i släktet Pseudostenophylax och familjen husmasknattsländor. Inga underarter finns listade i Catalogue of Life.